# Aleksandr Lebed

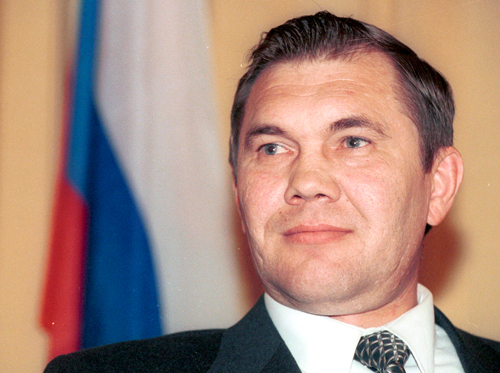
Aleksandr Lebed op een persconferentie in Moskou, 1996

Aleksandr Ivanovitsj Lebed (Russisch: Александр Иванович Лебедь) (Novotsjerkassk, 20 april 1950 - omgeving Abakan, 28 april 2002) was een Russisch generaal en politicus.

## Levensloop

### Militaire loopbaan
Lebed was in de jaren negentig van de twintigste eeuw de bekendste en meest vooraanstaande generaal onder het Russische volk.
Hoewel hij piloot had willen worden, kwam hij terecht bij de luchtlandingstroepen en bezocht hij de officiersopleiding in Rjazan. Nadat hij in de oorlog in Afghanistan had gediend, studeerde hij van 1982 tot 1985 aan de Russische militaire academie (de Froenze-academie) in Naro-Fominsk. Na een inzet in Bakoe, de hoofdstad van de Sovjetrepubliek Azerbeidzjan, werd hij op 17 februari 1990 tot generaal-majoor bevorderd.
Onder zijn leiding beëindigden Sovjet-luchtlandingstroepen op 9 april 1989 een geweldloze demonstratie voor het parlementsgebouw in de Georgische hoofdstad Tbilisi. Daarbij werden 20 Georgiërs gedood en raakten honderden gewond. Dit incident leidde tot sterke spanningen in Georgië en vormde mede de aanzet tot de onafhankelijkheidsverklaring van deze Kaukasusrepubliek in 1991.
Tijdens de couppoging van augustus 1991 beschermden Lebeds troepen het Witte Huis, het parlementsgebouw in Moskou.
De Russische Federatie eerde hem met de Orde van Sint-Andreas de Eerstgeroepene.
Vanaf juni 1992 was hij commandant van de in Transnistrië (Moldavië) gelegerde 14e Militaire Garde van de Russische strijdkrachten, in welke functie hij een belangrijke bijdrage leverde aan het staken van vijandigheden in het Transnistrisch conflict.

### Politieke loopbaan
In mei 1995 legde Aleksandr Lebed zijn militaire functies neer om aan een politieke loopbaan te beginnen. In de verkiezingen voor de Staatsdoema was hij aanvoerder van een gematigd nationalistische partij, het Congres van Russische Gemeenschappen. De partij haalde de kiesdrempel van 5% niet en kwam zodoende niet in het parlement.
In 1996 stelde Lebed zich kandidaat voor de Russische presidentsverkiezingen. In de eerste ronde behaalde hij met 14,5 % van de stemmen de derde plaats. In de tweede ronde riep hij de kiezers op om op Boris Jeltsin te stemmen, die hem inmiddels tot secretaris van de Veiligheidsraad van de Russische Federatie had benoemd.
In deze functie wist hij het akkoord van Chasavjoert tot stand te brengen, waarmee de Eerste Tsjetsjeense Oorlog tot een einde kwam. Al in oktober 1996 werd hij door Jeltsin ontslagen, na een conflict met de minister van binnenlandse zaken, Anatoli Koelikov.
In mei 1998 werd Lebed verkozen tot gouverneur van de regio Krasnojarsk. Hij bekleedde dit ambt totdat hij in april 2002 omkwam toen hij en zeven anderen door ongeluk met een Mi-8-helikopter neerstortten. De officiële lezing is dat de helikopter in mistig weer tegen een hoogspanningsleiding was gevlogen; er kwamen echter ook diverse complottheorieën in omloop.
Bij zijn dood liet hij zijn vrouw Inna, twee dochters en een zoon na. Zijn broer Aleksej Lebed had een vergelijkbare loopbaan; hij zwaaide in 1995 af als kolonel en was van 1997 tot eind 2008 regeringsvoorzitter van de autonome republiek Chakassië.